# Bismarck Montiel
Bismark Rene Montiel Avalos (Managua, 5 marzo 1995) è un calciatore nicaraguense, difensore del Managua.

## Carriera

### Club
Ha sempre giocato nel campionato nicaraguense.

### Nazionale
Ha debuttato in Nazionale nel 2016 ed è stato successivamente convocato per la Gold Cup.